# Племптицесовхоз
 Племптицесовхоз  — поселок в Орловском районе Кировской области. Входит в состав Орловского сельского поселения.

## География
Расположен у северо-западной границы райцентра города Орлова.

## История
Посёлок известен с 1978 года как посёлок Племптицесовхоза, в 1989 129 жителей. С 2006 по 2011 год входил в состав Лугиновского сельского поселения.

## Население
Постоянное население было 90 человек (русские 97%) в 2002 году, 71 человек в 2010.